# Tanja Erath
Tanja Erath (* 7. Oktober 1989 in Heilbronn) ist eine ehemalige deutsche Radsportlerin, die Rennen auf Straße, Bahn und im E-Cycling bestritt sowie im Triathlon aktiv war.

## Sportliche Laufbahn
Tanja Erath, die aus einer radsportbegeisterten Familie stammt, begann ihre sportliche Laufbahn mit Triathlon und war auch in der Bundesliga aktiv. So belegte sie unter anderem bei der Challenge Heilbronn 2011 über die olympische Distanz Platz drei, gewann die Mitteldistanz beim Köln-Triathlon 2012 sowie 2013 beim City Triathlon Cup Germany. 2016 musste sie wegen chronischer Schmerzen beim Laufen die Ausübung dieses Sportes beenden, blieb aber beim Radsport.
Zunächst bestritt Erath Fixed-Gear-Rennen und belegte Rang drei beim Red Hook Crit 2017 in Barcelona. Dann begann sie mit E-Cycling auf der Plattform Zwift und qualifizierte sich aus 2100 Bewerberinnen der Zwift Academy für einen Vertrag beim Straßenteam Canyon SRAM Racing. In dieser Zeit legte sie ihr Staatsexamen im Fach Medizin an der Ruhr-Universität Bochum ab.
Bei den deutschen Bahnmeisterschaften 2018 wurde Tanja Erath Vize-Meisterin im Scratch. 2019 belegte sie im Einzelzeitfahren der Deutschen Straßenmeisterschaften Platz fünf und wurde auch Fünfte der Gesamtwertung der BeNe Ladies Tour. Im Juli wurde sie im Berliner Velodrom mit Charlotte Becker, Franziska Brauße und Lea Lin Teutenberg Deutsche Meisterin in der Mannschaftsverfolgung.
Bei den Deutschen Meisterschaften 2020 gewann Erath die Bronzemedaille im Straßenrennen. Im November 2020 gab sie ihren Wechsel zum US-amerikanischen Team TIBCO-SVB bekannt, bei dem sie bessere Perspektiven für sich, insbesondere im E-Cycling sah.
Die deutsche Straßen-Radmeisterschaften 2021 beendete sie mit einem fünften Platz im Einzelzeitfahren und Platz neun im Straßenrennen. Im September gewann sie bei der UEC-Straßen-Europameisterschaften 2021 gemeinsam mit Miguel Heidemann, Justin Wolf, Max Walscheid, Corinna Lechner und Mieke Kröger den zweiten Platz der Mixed-Staffel die Silbermedaille.
Anfang Oktober 2021 verletzte sie sich durch einen Sturz in der Anfangsphase der ersten Etappe der 7th The Women’s Tour nahe Bicester schwer. Sie zog sich mehrere Knochenbrüche zu, darunter eine gebrochene Rippe, einen Schlüsselbeinbruch und mehrere gebrochene Wirbel. Aufgrund dieser Verletzungen wurde sie am Schlüsselbein operiert. Ende 2022 beendete sie ihre Radsportlaufbahn.

## Berufliches
Tanja Erath hat ein abgeschlossenes Medizinstudium.

## Erfolge
2019
- Deutsche Meisterin – Mannschaftsverfolgung (mit Charlotte Becker, Franziska Brauße und Lea Lin Teutenberg)

2021
- Europameisterschaft – Mixed-Staffel